# 리경찬
리경찬(1935년 11월 15일 일제 강점기 조선 경기도 장단 출생 ~ )은 대한민국의 비전향 장기수이며 조선민주주의인민공화국의 화가이다.

## 생애
경기도 장단에 있는, 일정한 소작료를 지급하며 다른 사람의 농지를 빌려 농사짓는 가정에서 출생하여 지난날 한때 황해도 봉산을 거쳐 경기도 개풍에서 잠시 유아기를 보낸 적이 있으며 리경찬 그의 경기도 장단 고향 마을은 1945년에 소군정이 실시된 이래 조선민주주의인민공화국의 영토(장풍군)가 되었다. 1950년에 한국 전쟁이 발발하자 나이가 10대 중반으로 어렸지만 참전하였다.
1965년에 충청도 지역에 공작원으로 남파 되었다가 체포되었으며, 전향하지 않고 비전향 장기수가 되어 수감 생활을 하였다. 1999년에 광주교도소에서 출소할 때까지 복역한 기간은 약 34년이다.
1970년대에 제4공화국에서 좌익수 전향 공작을 실시했을 때 광주교도소에서 복역하면서 재소자로 구성된 공작반에게 심하게 고문당한 사실을 증언했다. 당시 전향공작반은 정보기관이 직접 관리하며 많은 좌익수를 강제로 전향시켰다.
부인과 아들을 비롯한 가족이 모두 북에 있어, 출감한 뒤에는 광주광역시에서 다른 출소 장기수들과 공동생활을 하였다. 2000년 6·15 남북 공동선언에 의거해 조선민주주의인민공화국으로 송환되었고 조국통일상을 받았다.
2005년에는 《로동신문》에 글 〈위인숭배심을 화폭에 담아〉를 발표하여 김정일을 백두산 호랑이에 비유하면서 지지를 강하게 표명했다. 조선미술가동맹에 소속된 정식 화가로서 활동하면서 미술 전시회를 열기도 했다.